# Villas
Villas est une ancienne commune française du département de Lot-et-Garonne. En 1826, la commune de Villas est supprimée et rattachée à celle de Saint-Eutrope-de-Born, en même temps que Piis.

## Démographie
| 1793 | 1800 | 1806 | 1821 | 1826 |
| ---- | ---- | ---- | ---- | ---- |
| -    | 172  | 154  | 167  | -    |